# Parabola fiului risipitor

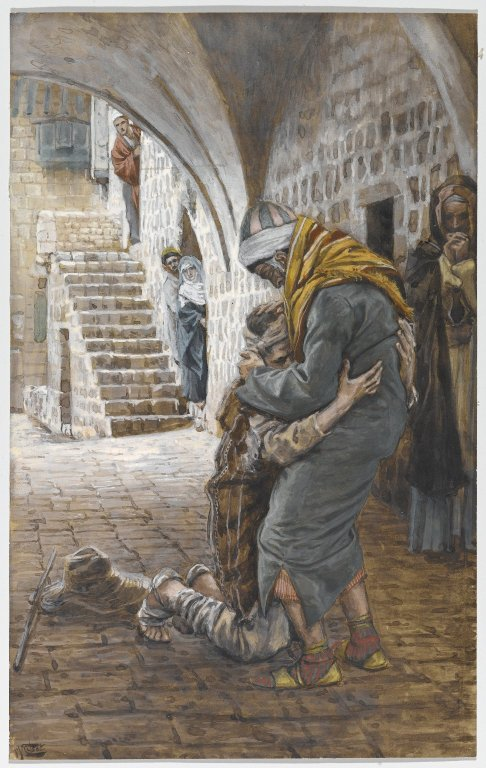
James Tissot – Întoarcerea fiului risipitor (Le retour de l'enfant prodigue) – Brooklyn Museum

Parabola fiului risipitor sau Pilda fiului risipitor este o parabolă a lui Iisus Hristos în capitolul al 15-lea al Evangheliei după Luca, ilustrând mila și iertarea inefabilă a lui Dumnezeu pentru toți păcătoșii care se pocăiesc. Personajele principale sunt tatăl, care îl personifică pe Tatăl Ceresc, fiul cel mai mare, care acționează sub pretextul unui credincios neprihănit și al celui mai tânăr (risipitor), care a jucat rolul unui credincios care s-a îndepărtat de Dumnezeu și care a strigat la El pentru iertare.

## Rezumat Parabolă
Povestea începe cu fiul cel mic care îi cere tatălui partea sa de moștenire, o cerere șocantă pentru acea vreme. Era ca și cum i-ar fi spus: „Aș vrea să fii mort ca să-mi pot primi banii acum.”
Tatăl acceptă și îi dă fiului partea sa. Acesta pleacă într-o țară îndepărtată și își risipește toată averea ducând o viață destrăbălată. Curând vine o foamete, iar el ajunge să moară de foame. Se angajează la cea mai josnică muncă posibilă (hrănirea porcilor) și chiar tânjește după mâncarea lor. Atunci își dă seama cât de jos a ajuns.
Hotărăște să se întoarcă acasă, fără a se aștepta să fie primit din nou ca fiu, ci sperând doar să devină unul dintre servitori. Însă, înainte să ajungă la casă, tatăl său aleargă în întâmpinarea lui, îl îmbrățișează și dă o mare petrecere. Tatăl îl primește înapoi ca fiu cu drepturi depline, fără nicio întrebare.
Fratele mai mare, însă, este furios. Refuză să participe la sărbătoare, simțindu-se neglijat și plin de resentimente. Tatăl îi amintește cu blândețe că tot ce are îi aparține deja, dar că trebuie să se bucure pentru că „acest frate al tău era mort și a înviat; era pierdut și a fost găsit.”
Această poveste biblică despre fiul risipitor ne descoperă atât de multe despre dragostea lui Dumnezeu și despre natura umană.